# Psilogramma yilingae
Psilogramma yilingae là một loài bướm đêm thuộc họ Sphingidae. Loài này có ở Hồ Bắc và Hồ Nam ở Trung Quốc.